# Pavel Vidanov
Pavel Valeriev Vidanov (n. 1 august 1988, Sofia, Bulgaria) este un fotbalist bulgar aflat sub contract cu FK Atlantas.